# پارک شبه ملی واکاسا وان
پارک شبه ملی واکاسا وان (به لاتین: Wakasa Wan Quasi-National Park) یک پارک ملی در ژاپن است که در استان فوکوئی واقع شده‌است.